# Новопокровка (Анучинский район)
В Приморье в Красноармейском районе тоже есть село Новопокровка.
Новопокро́вка — село в Анучинском районе Приморского края. Входит в состав Гражданского сельского поселения.

## География
Село Новопокровка стоит на левом берегу реки Тихая (приток Синегорки).
Село Новопокровка расположено на автодороге между сёлами Тихоречное (на юго-запад) и Рисовое (на восток).
Расстояние до районного центра Анучино (через Тихоречное, Новотроицкое и Таёжку) около 60 км, до Арсеньева около 34 км.

## Население
| 1915 | 2002 | 2010 |
| ---- | ---- | ---- |
| 872  | ↘165 | ↘95  |

## Улицы
| - ул. Берёзовая, - ул. Колхозная, - ул. Луговая, - ул. Советская, - ул. Школьная. |

## Экономика
- Сельскохозяйственные предприятия Анучинского района.